# Банда Александра Бражникова
Банда Александра Бражникова (Банда Матроса) — мощная и жестокая банда, осуществлявшая преступную деятельность в Воронеже и Воронежской области в 1998—2004 годах.

## Создание банды
Будущий лидер банды Александр Бражников (кличка «Матрос») родился 13 мая 1965 года в селе Прилепы Репьевского района Воронежской области. После школы он проходил военную службу в десантно-штурмовой бригаде Забайкальского военного округа. Следователь Мурат Цуроев, который участвовал в расследовании преступлений банды Матроса, охарактеризовал Бражникова как человека с большим потенциалом, волевого, умного, сильного и выносливого. 
В 1988 году Бражников привлекался к уголовной ответственности за разбойное нападение. В 1993 и 2002 годах он снова был судим. Один раз на него было совершено покушение, он был ранен.
Банда была создана в 1998 году Александром Некрасовым (кличка «Бекас»). В 2002 году в неё вступил  Бражников. Вскоре Матрос стал главарём. Также в банду входил профессиональный киллер Александр Клевцов, за безопасность в группировке отвечал бывший сотрудник воронежской милиции Эдуард Серов, личным водителем Бражникова был Сергей Фролов, водителем Некрасова был Евгений Струков. Это был костяк банды, остальные её участники привлекались к преступлениям по мере необходимости. Матрос обучал своих подручных стрельбе. Он ввёл в банде строжайшую дисциплину, требовал беспрекословного подчинения. Подчинённые боялись своего главаря. Матрос самолично избивал нарушителей, а одного из бандитов за систематическое пьянство главарь убил.
По словам экс-замначальника воронежского УБОПа, Александр Бражников и до начала масштабной преступной деятельности попадал в поле зрения борцов с оргпреступностью — его задерживали с оружием, но Матрос уходил от ответственности благодаря заступничеству «некоторых высокопоставленных персон».
За время своего существования банда Бражникова специализировалась главным образом на разбойных нападениях, вымогательствах и угонах автомобилей. Кроме того, она «крышевала» в Воронеже несколько заведений.
Сначала Бражников пытался закрепить своё положение в уголовной среде Воронежа при помощи криминальных авторитетов Москвы, однако не нашёл у них поддержки и решил убивать своих конкурентов из криминального мира.

## Преступная деятельность
Преступления банды отличались высокой организацией. Разбойные нападения тщательно планировались, сначала о потенциальных жертвах собиралась информация (Бражников требовал от своих подчинённых собирать информацию о состоятельных людях), потом за ними устанавливалось наблюдение. Бандиты старались просчитать все варианты, а перед нападением чётко распределяли между собой роли. Также они соблюдали жёсткую конспирацию.
Первое преступление бандиты совершили 1 декабря 1998 года. Их жертвой стал предприниматель Владислав Крячко, который по дороге домой заехал в магазин, расположенный неподалёку от его дома в Масловке. Выйдя из павильона, он заметил рядом со своими «Жигулями» человека в милицейской форме, но не придал этому значения. В машине его поджидали двое бандитов в масках, в милицейскую форму был переодет третий бандит Евгений Магомедов. Они пригрозили предпринимателю автоматом и несколько раз ударили ножом. Владислав Крячко привёл бандитов домой и отдал им 20 тысяч рублей и своё оружие.
В ноябре 2000 года один из бандитов в форме сотрудника ГАИ остановил автомобиль предпринимателя Николая Черникова. До этого бандиты следили за ним. Лжесотрудник ГАИ предложил водителю пересесть в стоявшие неподалёку «Жигули». В машине трое бандитов накинули Черникову на шею верёвку,  ударили его ножом в спину, заковали его в наручники и накинули на голову пакет. Предпринимателя вывезли в безлюдное место в район окружной дороги. Очнувшись, он увидел, что сидит на земле и к нему привязана граната (позже выяснилось, что это был муляж). Преступники позвонили брату Николая Черникова и потребовали выкуп. Тот взял из кассы семейного магазина 500 тысяч рублей, после чего бандиты отпустили предпринимателя.
30 марта 2001 года Некрасов убил некого Сергея Джегерного. Тот был приближённым «смотрящего» за Воронежем вора в законе Олега Плотникова. Когда Джегерной на машине "Ауди - 100" приехал во двор своего дома на улице Олеко Дундича, поджидавший его Некрасов три раза выстрелил в него из ружья. С этого момента банда Матроса начала охоту на людей из окружения Плотникова.
В марте в подъезде дома был убит ещё один близкий к Плотникову человек — Сергей Андреещев. Александр Бражников расстрелял его в упор из автомата.
11 марта 2002 года бандиты похитили предпринимателя Павла Кракова неподалёку от его дома. Его оглушили ударом по голове, усадили в «Жигули» и отвезли в лес. Преступники вынуждали Кракова рассказать, где он хранит деньги. Свою жертву они избивали и пытали несколько часов. Предприниматель скончался, так и не сказав, где деньги. В итоге преступники забрали лишь мобильный телефон ценой 5 тысяч рублей.
22 октября 2002 года Бражников и Некрасов совершили покушение на частного детектива и подполковника милиции в отставке Виктора Кусова. Бражников решил убить его из-за личной ненависти. Бандиты на угнанной Audi-80 подъехали к дому Кусова. Согласно заранее разработанному плану, они стали дожидаться выезда детектива, предварительно натянув на голову вязаные шапочки с прорезями для глаз. Виктор Кусов отъехал от своего дома на автомобиле вместе с женой, дочерью и тремя пассажирами, которые занимались в доме Кусова отделочными работами. Машине Кусова перегородил путь автомобиль бандитов. Бражников и Некрасов выскочили из машины и расстреляли из автоматов автомобиль Кусова, после чего скрылись. Кусов получил три пулевых ранения, но остался жив, пассажиры его машины не пострадали. Примечательно, что это было четвёртое покушение на Кусова.
24 февраля 2003 года в центре города бандиты убили Владимира Пшеницина. Он также был приближённым «смотрящего» за Воронежем Олега Плотникова и отвечал за «общак». Когда машина Пшеницина "Ниссан" остановилась у светофора на улице 20-летия Октября, автомобиль бандитов остановился рядом, и Бражников расстрелял Пшеницина из автомата. Пшеницин погиб на месте. Бандиты скрылись, свой автомобиль они бросили неподалёку от места преступления.
Бражников был задержан, в его автомобиле было найдено холодное оружие. Но у бандитов была договорённость: в случае задержания одного из них за какое-либо преступление, другие должны были совершить преступление с использованием того самого оружия. Матрос находился под стражей в течение двух суток. В это время его бандиты, одним из которых был Некрасов, обстреляли из автоматов посетителей кафе, в котором в это время находились несколько представителей конкурирующей с бандой Бражникова группировки. Они не пострадали, но одна посетительница кафе была ранена и осталась инвалидом.
Спустя двое суток после задержания Бражникова пришлось выпустить из-под стражи за отсутствием доказательств.
24 января 2004 года возле воронежского стадиона «Труд» бандиты обстреляли машину Михаила Паршина, также входившего в окружение Плотникова, при этом покушении был ранен и впоследствии скончался тренер хоккейного клуба "Воронеж" Сергей Вторников, сидевший в автомобиле Паршина.
В июне 2003 бандиты заминировали вход в особняк, где проживал вор в законе Плотников. Но в последний момент что-то не сработало, и сила взрыва оказалась не такой разрушительной, как рассчитывали злоумышленники.
11 января 2004 года участники банды организовали новое покушение на Плотникова. Двое бандитов обстреляли из автоматов Плотникова и приехавших вместе с ним на его автомобиле людей, когда те подъехали к дому Плотникова и вышли из машины. Никто из них серьёзно не пострадал.
Бандиты 5 февраля 2004 года в 23.30 в машине из автомата расстреляли Сеника Алавердяна, приближённого Плотникова. Очевидно, что вор в законе Плотников, так же как и правоохранительные органы, был заинтересован в устранении банды Матроса. Позже он проходил по делу банды как потерпевший. 9 декабря 2008 года вора в законе Олега Плотникова задержали в Москве с 1,5 грамма героина в кармане.
Бандиты Бражникова долго выслеживали ещё одного хорошего знакомого Олега Плотникова — тренера по боксу Геннадия Литвинова. Вечером 14 апреля на перекрёстке машину Литвинова подрезали «Жигули», находившийся в них Александр Клевцов расстрелял из автомата машину Литвинова. Геннадий Литвинов получил ранения, но остался жив. Бражников с Некрасовым во время нападения были неподалёку. Матрос наблюдал за происходящим из своей машины, а Некрасов — из расположенной недалеко от места происшествия адвокатской конторы.
Один из участников банды, Андрей Чибряков, рассказал другим о супругах Болотовых, которые, по его словам, были успешными бизнесменами и у них было много денег.
Бандиты несколько дней следили за передвижением супругов, наблюдали за кругом их общения, выяснили где их дача, которую они хотят продать.
Бандиты приехали на дачу Болотовых под предлогом её покупки, надели маски и ворвались в дом. Нападавшие связали Болотовых и долго пытали их, а когда те сказали, где хранят деньги, один из бандитов бросил супругов в подвал, а Некрасов сжёг их заживо. После этого убийцы на автомобиле Болотовых покинули дачу.
В марте 2004 года банда Матроса совершила разбойное нападение на особняк депутата областной думы и руководителя ОАО «Домостроительный комбинат» Сергея Лукина. К этому преступлению банда тщательно готовилась, установив наблюдение за Лукиным и его семьёй. Вечером одного дня вооружённые бандиты перелезли через забор и проникли в дом, где в это время было много гостей. Бандиты избили находившихся в доме мужчин и женщин, похитили деньги, драгоценности и уехали с места преступления на автомобиле Лукина.
Однажды Бражников узнал от наводчиков, что один предприниматель прячет в доме родителей крупную сумму денег (потом это не подтвердилось). Поздним вечером группа бандитов ворвалась в дом родителей бизнесмена. Одна часть принялась искать тайник с деньгами, другая допрашивала хозяев. Обоих супругов избивали и прижигали лицо паяльником, требуя выдать деньги. Хозяина дома пытали несколько часов и отрезали ему палец. Бандиты бросили супругов в подвал и скрылись.
Недалеко от дома своих жертв бандиты оставили свою машину и зачем-то ушли. На дорогой автомобиль обратили внимание трое милиционеров, объезжающих эту территорию в поисках воров, крадущих крупный рогатый скот у местных жителей. Они на всякий случай спустили у машины колесо, спрятались и стали ждать.
Вскоре к автомобилю подошли бандиты Чебряков и Струков. Милиционеры их задержали. Видя это, шедшие позади остальные бандиты скрылись, не решившись вступить в бой с милиционерами. В автомобиле бандитов были обнаружены патроны для автомата, паяльник и схема дома, на который  они совершили нападение, а также пистолет, из которого был убит Вторников. Бандиты признались в разбойном нападении, выдав при этом Бражникова и Некрасова. Также они назвали имена других участников банды.

## Аресты и следствие
Ещё до задержания Струкова и Чебрякова для пресечения деятельности банды и расследования её преступлений была сформирована оперативно-следственная группа, в которую, кроме следователей облпрокуратуры и райпрокуратур, входили оперативники УБОП, угрозыска ГУВД, УФСБ и райотделов милиции.
В июне 2004-го УБОП ГУВД области задержал большую часть участников банды. Они не смогли оказать никакого сопротивления, хотя были неплохо вооружены. Вскоре были арестованы и остальные. Самые большие трудности были с задержанием Некрасова, так как он успел уехать в Норвегию. Работники следственной группы через своих людей сообщили Некрасову, что из-за невозвращённого долга у его семьи могли возникнуть большие проблемы. Поверив, Некрасов вернулся в Россию и был задержан.
На допросах во время следствия и в ходе судебного процесса Бражников отказался давать показания. Находясь в СИЗО, он шесть раз пытался совершить самоубийство, и всякий раз его удавалось спасти, так как за его камерой было установлено круглосуточное видеонаблюдение. Остальные участники банды признались во всём.
В ходе обысков у бандитов были обнаружены автоматы Калашникова, пистолеты, карабин «Сайга-410», гранаты, глушители для бесшумной стрельбы, гранатомёт и патроны разного калибра. В доме Бражникова при обыске были найдены ювелирные изделия и краденые ордена.
Следствию удалось собрать доказательства по 78 преступлениям, в том числе 11 убийствам. Потерпевшими по делу были признаны 70 человек. Участники банды обвинялись более чем по десяти статьям УК РФ, в том числе ст. 209 (бандитизм), ст. 105 (убийство), ст. 162 (разбой).
Ущерб потерпевшим, по оценкам следствия, составлял 9 млн рублей. После того, как банда была обезврежена, часть похищенного у жертв удалось вернуть. В качестве обеспечительной меры по делу областной суд арестовал имущество всех участников банды на общую сумму 2 млн рублей. 
После ликвидации банды Бражникова в Воронеже резко снизился уровень преступности. При этом во время следствия к работникам оперативно-следственной группы обратились некие люди с предложением прекратить уголовное дело за взятку в 650 тысяч долларов. Позже они предложили за это 750 тысяч евро.
Объём уголовного дела банды составил 67 томов. Следствие и суд по делу банды Матроса длились более четырёх лет.

## Суд
2 сентября областная прокуратура передала дело банды Александра Бражникова в областной суд, проходивший с участием присяжных заседателей. Суд над бандой начался в 2005 году. Обвинительный вердикт был вынесен всем 15 подсудимым. Из них 11 человек были активными участниками банды, остальные пособниками.
Присяжные посчитали, что подсудимые не заслуживают снисхождения. В марте 2008 года суд вынес приговор:  главарь Александр Бражников и его «правая рука» Александр Некрасов были приговорены к пожизненному лишению свободы. Александр Клевцов получил 23 года колонии строгого режима, Евгений Струков – 22 года, Эдуард Серов – 21 год, Андрей Чибряков – 17 лет,  Сергей Фролов – 20 лет, Николай Русин – 16 лет, Алексей Черных – 16 лет, Виктор Стороженко – 9 лет.
11 февраля 2020 года 54-летний Александр Бражников умер в колонии «Чёрный дельфин». Причина смерти неизвестна.

## В массовой культуре
- Документальный фильм «Бандитский синдикат» из цикла «Криминальные хроники»
- Документальный фильм «Бандит по кличке Матрос» из цикла «Детективные истории»
- Документальный фильм «Ликвидация банды Матроса» из цикла Честный детектив»